# Ėnmyvaam
L'Ėnmyvaam (in russo  Энмываам?) è un fiume della Russia estremo-orientale, affluente di destra della Belaja (nel bacino dell'Anadyr'). Scorre nell'Anadyrskij rajon della Čukotka.
Il fiume proviene dal lago El'gygytgyn a un'altitudine di 499 m sul livello del mare. Nel suo corso medio il fiume scorre attraverso una serie di piccole montagne, dove attraversa un canyon con numerose rapide; nel corso inferiore lungo la pianura, circondato da numerosi laghetti e paludi. Il fiume ha una lunghezza di 285 km, il bacino misura 11 900 km². Sfocia nella Belaja a 111 km dalla foce. Il congelamento del fiume dura dai sei agli otto mesi all'anno. Il suo maggior affluente (da destra) è il Vapanjvaam, lungo 124 km.